# Delahaye
Delahaye fue un fabricante de automóviles de lujo francés, que también produjo camiones pesados y vehículos de bomberos. Fundada en 1895 por Émile Delahaye, la compañía absorbió Delage en 1935 y desapareció en 1954, tras ser comprada por Hotchkiss.
 
Su modelo más famoso es el brillante Delahaye 135. Destacado en concursos de elegancia, ganó tanto el Rally de Montecarlo como las 24 Horas de Le Mans durante los años 1930.

## Historia

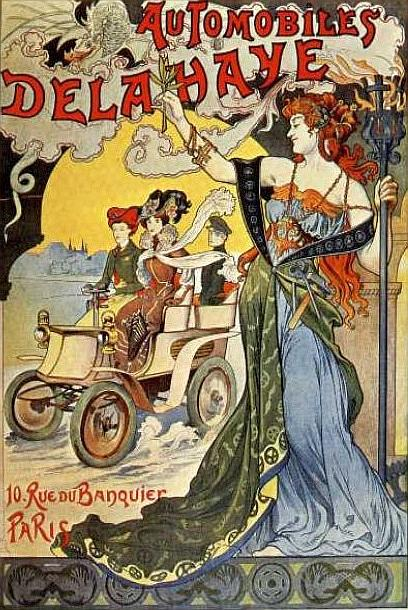
Cartel publicitario (1908)

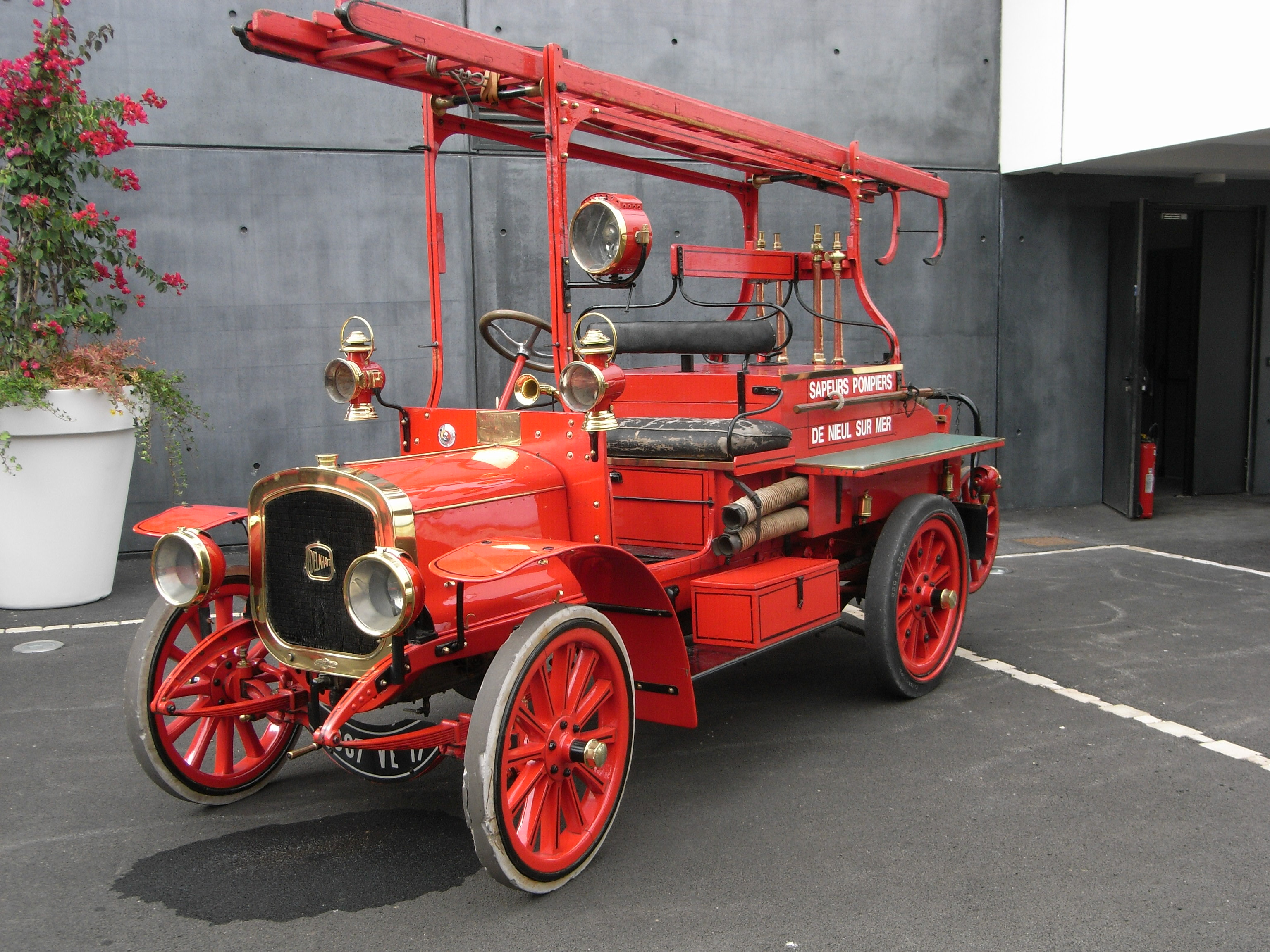
Autobomba Delahaye-Farcot Tipo 32 (1900)

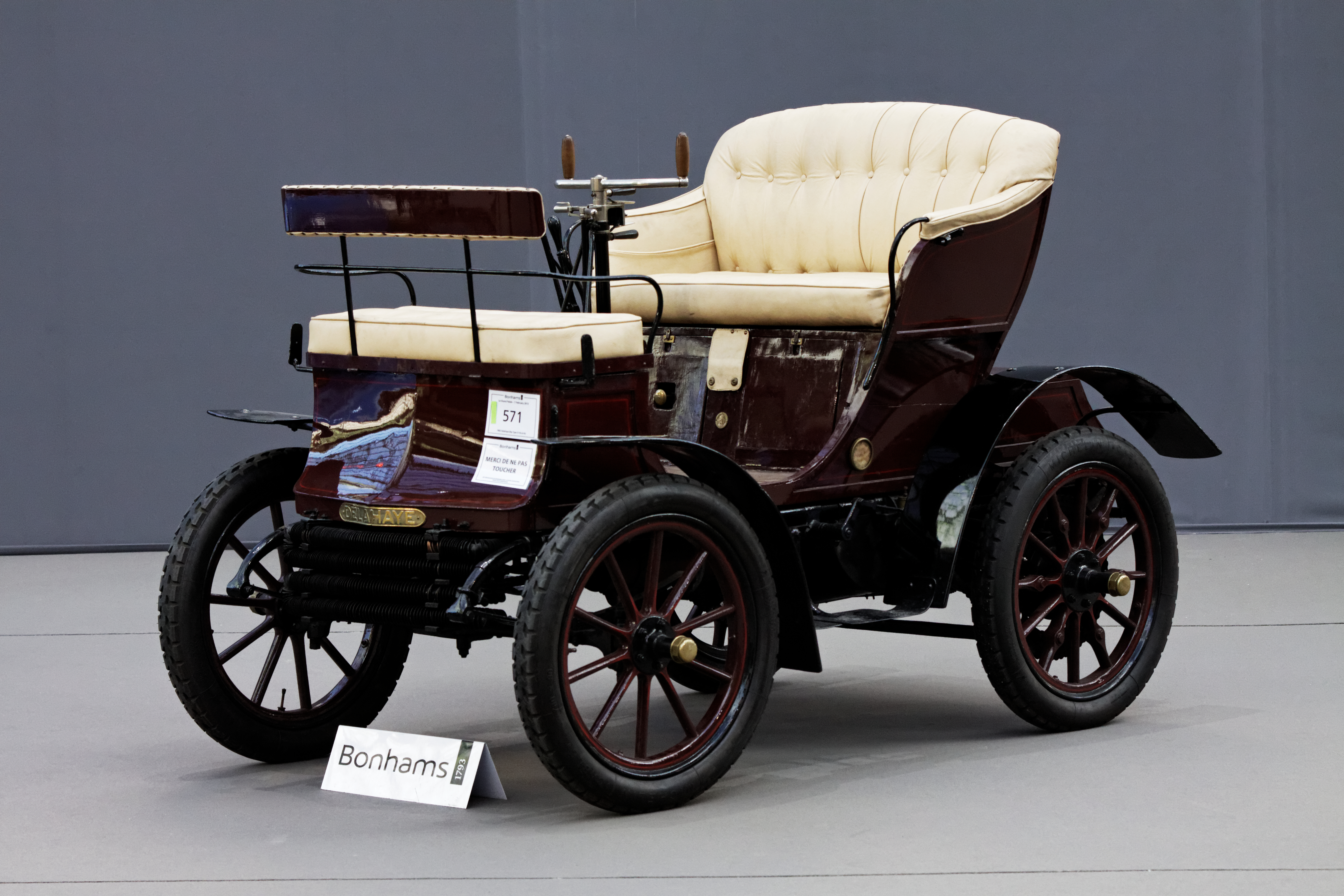
Delahaye 6HP Vis-à-Vis de 1902

Procedente de una empresa fundada en Tours en 1845, especializada en la construcción de maquinaria para la producción de ladrillos, Émile Delahaye comenzó la fabricación de motores, lo que le permitió a partir de 1895 construir el Tipo 1, el primer automóvil que recibió un encendido del motor eléctrico. En 1898, con sus socios Paul Desmarais y Georges Morane acordó la dotación de los fondos necesarios para ser invertidos en la fundación de la "Sociedad de Automóviles Delahaye", con sede en la rue du Banquier de la ciudad de París.
La marca también construyó camiones basados en un modelo Daimler, con un motor de dos cilindros montado en la parte trasera y transmisión por correas y engranajes.
Delahaye participó en carreras de automóviles al final del siglo XIX, incluyendo al piloto Ernest Archdeacon que compitió en la prueba París-Marsella en 1896. Esta actividad se suspendería dos años antes de la muerte del fundador en 1905. Ese año, mostró en el Salón de París la transmisión por cardán incorporada a sus automóviles de producción. Muy rápidamente se sucedieron distintos modelos más lujosos y potentes, que se exportaron a Alemania y a los Estados Unidos.
Ya en 1906, la marca produjo una bomba hidráulica contraincendios montada en un camión que podía transportar a quince bomberos. En 1909, Delahaye presentó el Tipo 36, un camión de 3,5 toneladas de carga útil con un motor de 24 CV. En 1913, la marca amplió su gama con los Tipos 59, 60, 62 y 63, con cargas útiles de entre 2,5 y 3 toneladas.
La Primera Guerra Mundial y la posguerra inmediata dirigieron la producción hacia los vehículos pesados y la maquinaria agrícola. El Tipo 59 fue el camión que protagonizó en 1916 el reabastecimiento de combustible durante la Batalla de Verdún.

## Período de entreguerras

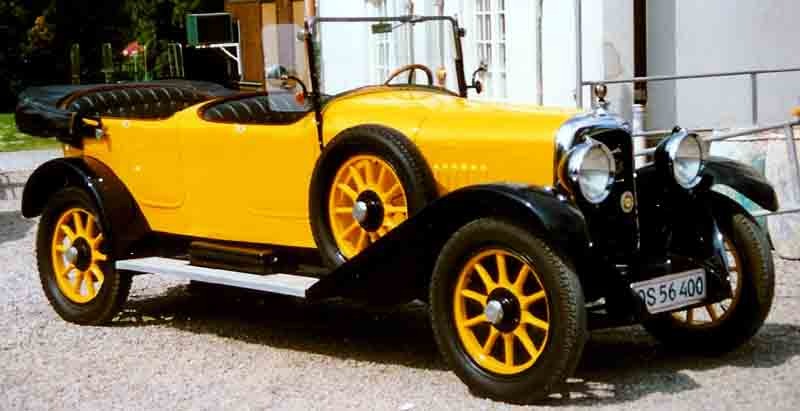
Delahaye Tipo 87 torpedo (1925)

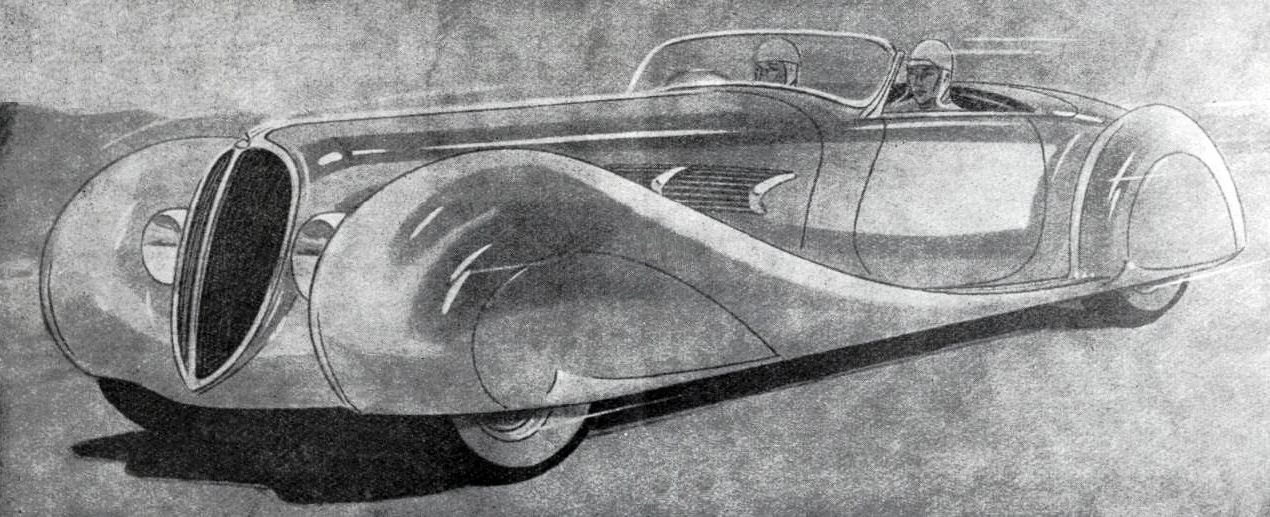
Publicidad de marzo de 1939

Con el regreso de la paz, junto con un 15 CV y un 18 CV, la marca vendía a una clientela adinerada el 10 CV Tipo 87, reemplazado a comienzos de 1927 por el Tipo 107 con motor de válvulas en cabeza. En 1926, se lanzó una nueva autobomba contra incendios, con una capacidad de 1800 litros por minuto, y con carretes de manguera extraíbles montados en la parte trasera de los camiones.
Para resistir a la competencia francesa (principalmente Citroën y Renault) y a la sobreproducción, se llegó a un acuerdo (vigente entre 1927 y 1931) con Chenard et Walcker. Así, cada socio fabricaba modelos en común, vendidos por ambas firmas con sus marcas.
En el Salón del Automóvil de París de 1931, la marca revivió gracias a un robusto y potente motor de 6 cilindros Tipo 103. Se diseñó una versión para camiones, a los que también se planeó acoplar un primer motor diésel de 10 litros con inyección directa construido bajo licencia Fiat.

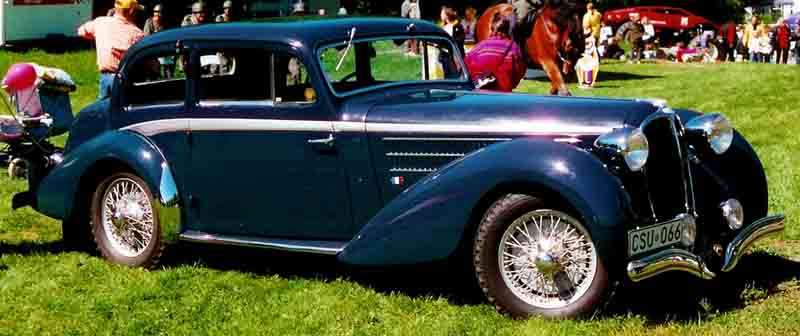
Delahaye 135 carrozado por Guilloré (1939)

En julio de 1935, la empresa Delage fue absorbida por Delahaye. En el otoño, la marca lanzó su modelo más famoso, el Tipo 135 que combinaba lujo y rendimiento. Con un perfil bajo, era una versión mejorada del Tipo 138 de super lujo, con la supensión de las ruedas delanteras independiente. Su motor de 6 cilindros se limitaba a 105 caballos en el Tipo 148, versión de "turismo" del Tipo 135.
A partir de la primavera de 1937, los bomberos empezaron a utilizar el camión Delahaye Tipo 119, equipado con una gran escalera Magirus, que se seguiría usando durante varias décadas.
A finales de agosto, Delahaye conquistó un récord mundial de resistencia, recorriendo 200 km a una media de 146,5 km/h con un Tipo 145 equipado con un motor V12.

## Segunda Guerra Mundial y posguerra

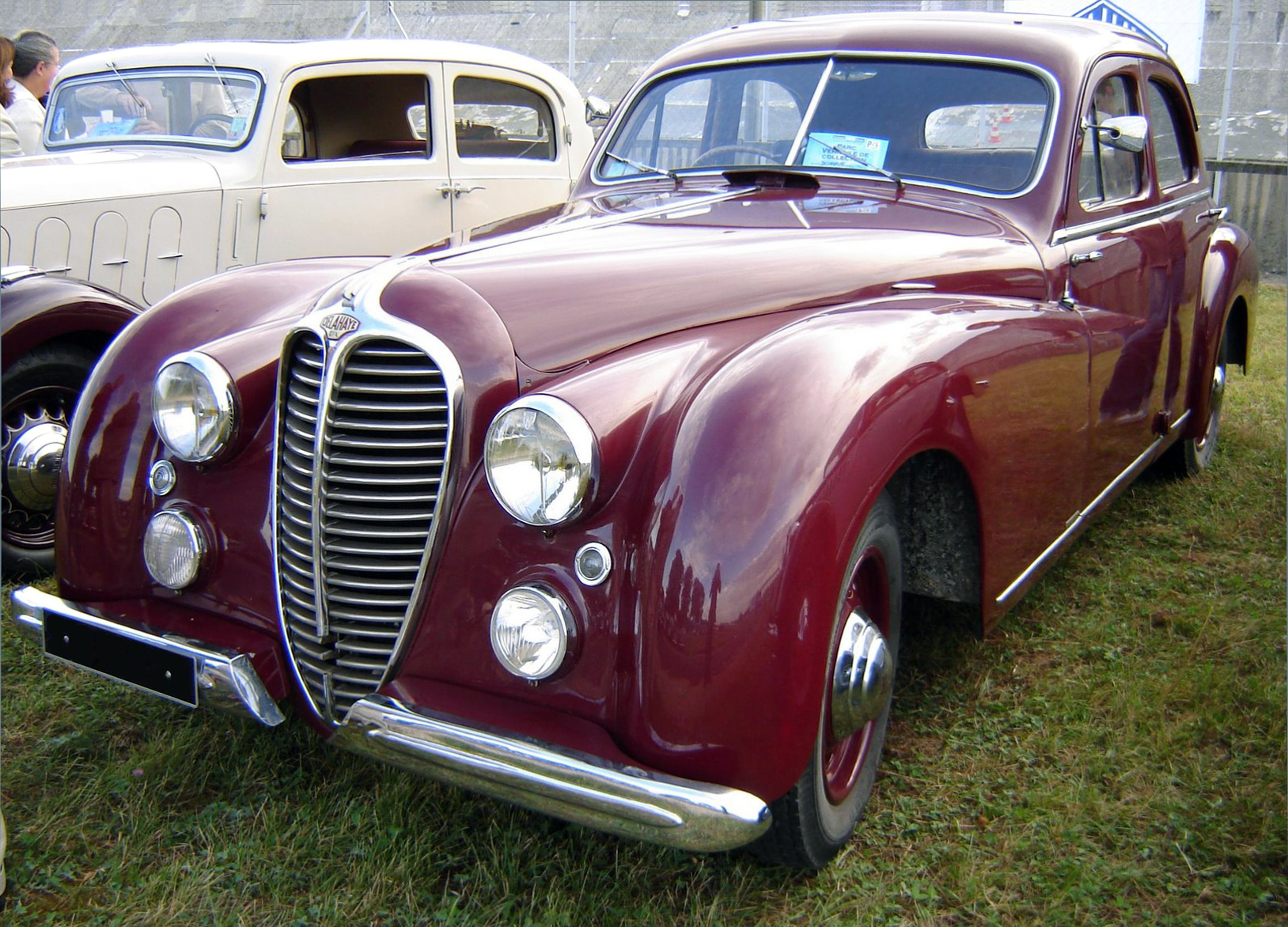
Berlina Delahaye Tipo 148 L, carrozada por Letourneur & Marchand (1949)

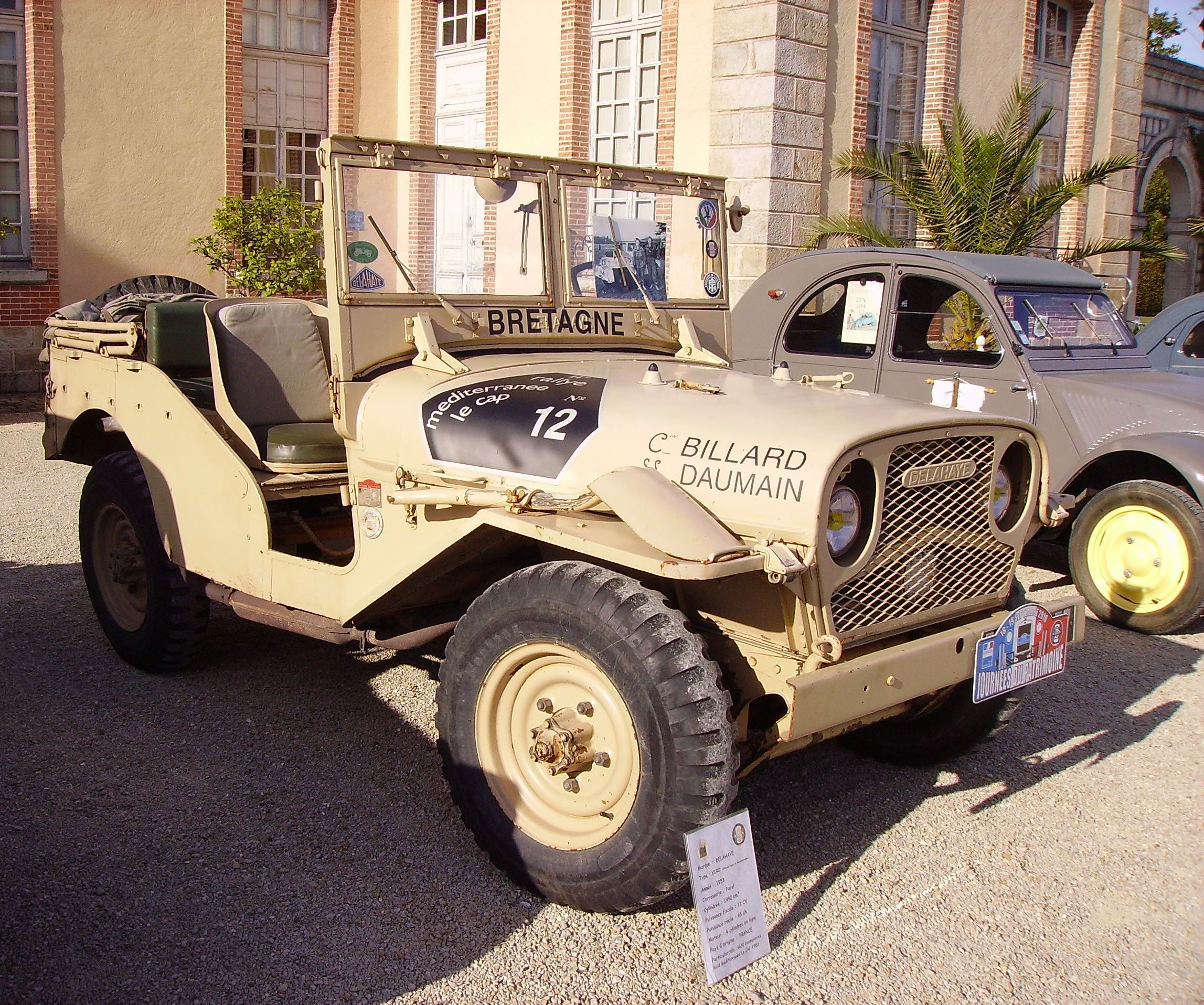
Delahaye VLR en un rally (1953)

Durante la Segunda Guerra Mundial, el Auto Organizing Committee (OAC) requirió que los fabricantes de camiones Bernard, Delahaye, Laffly, Simca y Unic se fusionaran en la GFA (Générale Française Automobile) en abril de 1941.

Concentración de empresas, reducción de modelos y preferencia por las grandes series, está claro que en 1942, el gobierno de Vichy pensaba en modernizar la industria automotriz francesa para hacerla más competitiva y, por lo tanto, integrarla mejor en una entidad mayor en gran parte dominada por Alemania.

A partir de 1946, se lanzó un camión de 5 toneladas de carga útil con cabina adelantada. El Tipo 163 se equipó con un motor diésel Panhard y no se reemplazaría hasta después de 1954. En cuanto a los coches, se reinició la producción de los Tipos 134, 135 y 148 y Delahaye se asoció para crear Delsey, fabricante de cofres y maletas (el segundo del mundo en 2005).
En el Salón de París de 1947, el nuevo 175 apareció con un motor de 4.5 litros y un eje trasero De Dion. Sin embargo, el período no era favorable para las ventas de automóviles de lujo, y por otro lado, el pesado chasis del 175 estaba desfasado, y la imposibilidad de desarrollar el coche lo convirtió en un fracaso ruinoso. A pesar de todo, un 175 S ganó el Rally de Montecarlo en 1951.
El pickup Colonial apareció en 1950, equipado con el motor de 80 caballos SAE de 6 cilindros Tipo 103. Además, el Tipo 171 se comercializaría como pickup estrecho primero y más adelante ancho (presentado en el Salón del Automóvil de París de 1950). Hasta 1954 se vendieron las modalidades de plataforma de carga, furgoneta, camioneta, ambulancia y cabina con chasis.
A partir de 1951, se presentó al Ejército Francés el 4x4 VLR (un vehículo de reconocimiento ligero) con tecnología sofisticada (motor de aleación ligera y cuatro ruedas independientes). Sin embargo, las fuerzas armadas finalmente prefirieron el Jeep estadounidense por su mayor sencillez, que sería licenciado por Hotchkiss.
En el Salón de 1951 se presentó el Tipo 235 basado en el chasis del Tipo 135 modernizado. Se produjeron 84 unidades, muchas de ellas carrozadas por Henri Chapron.
Delahaye desapareció cuando la marca fue absorbida por Hotchkiss el 29 de julio de 1954.

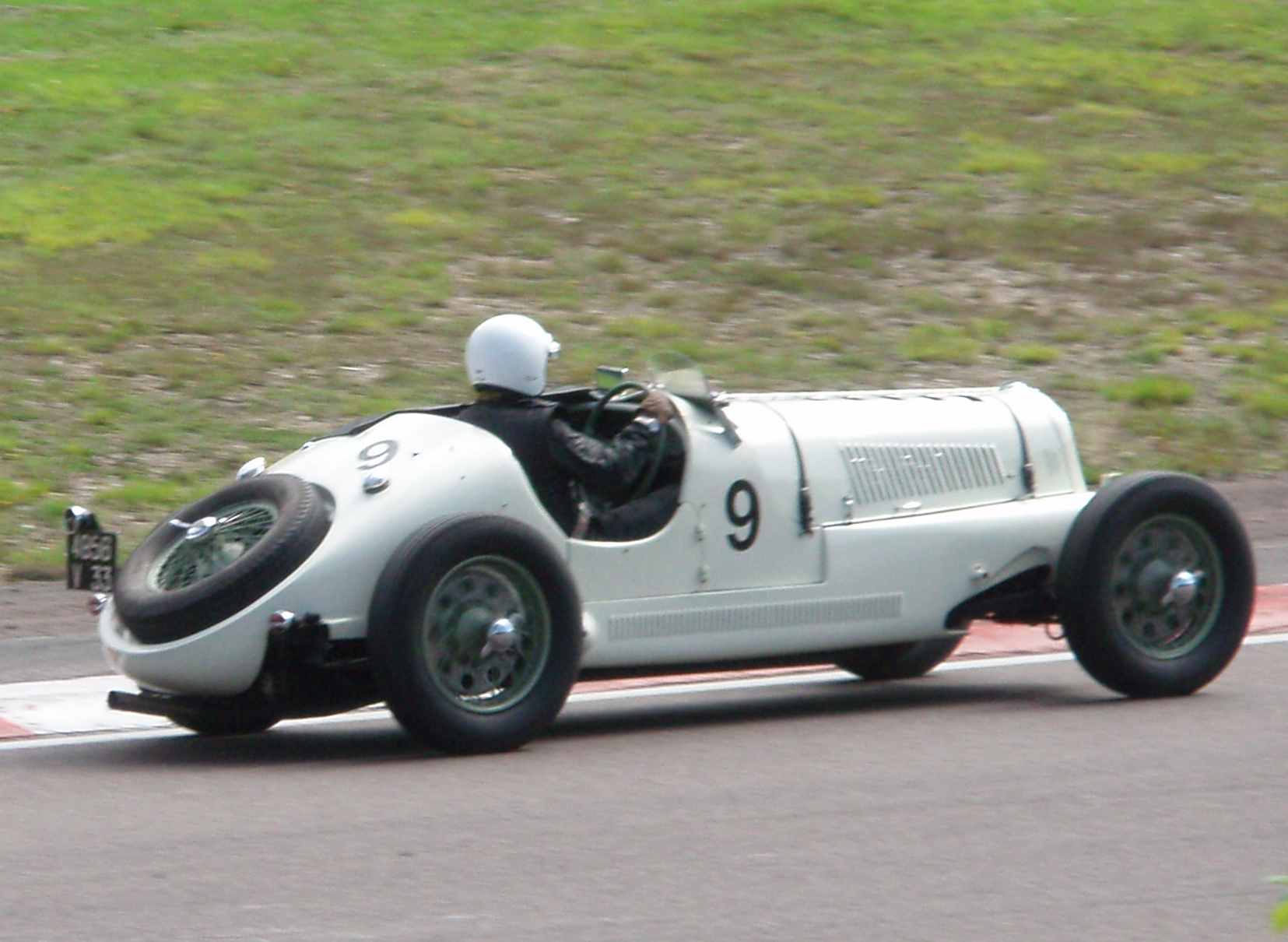
Delahaye 135 de competición (1936)
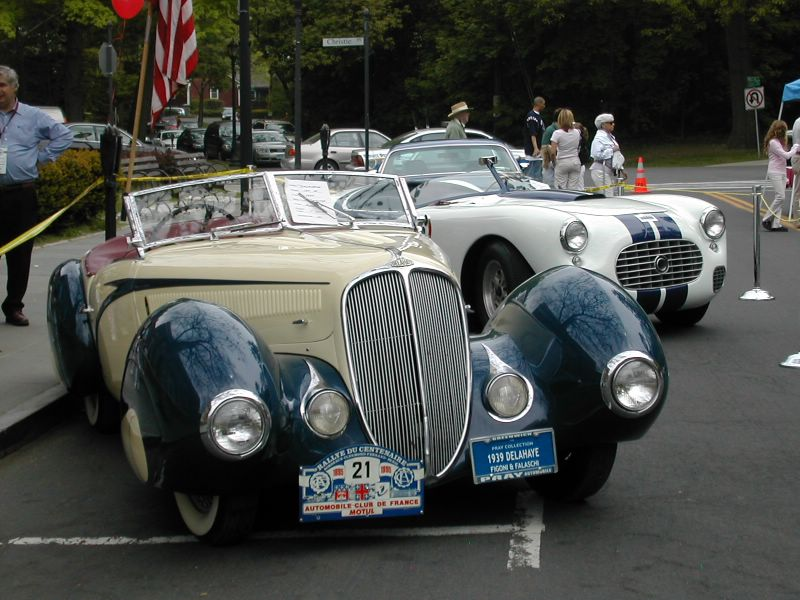
Delahaye 135 M por Figoni et Falaschi (1939)
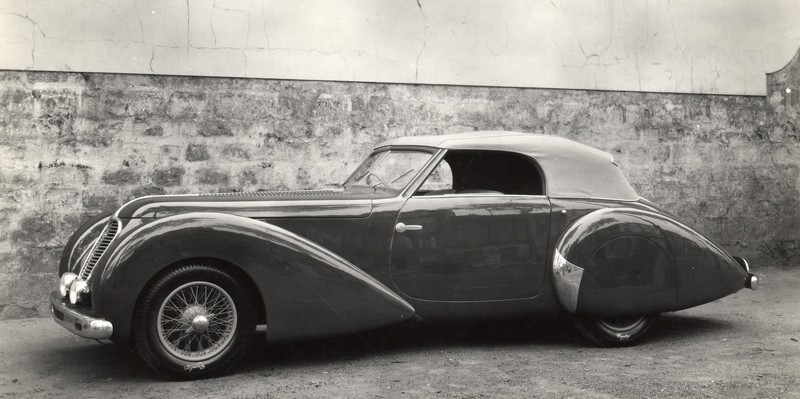
Cabriolet Delahaye 135 MS Pourtout
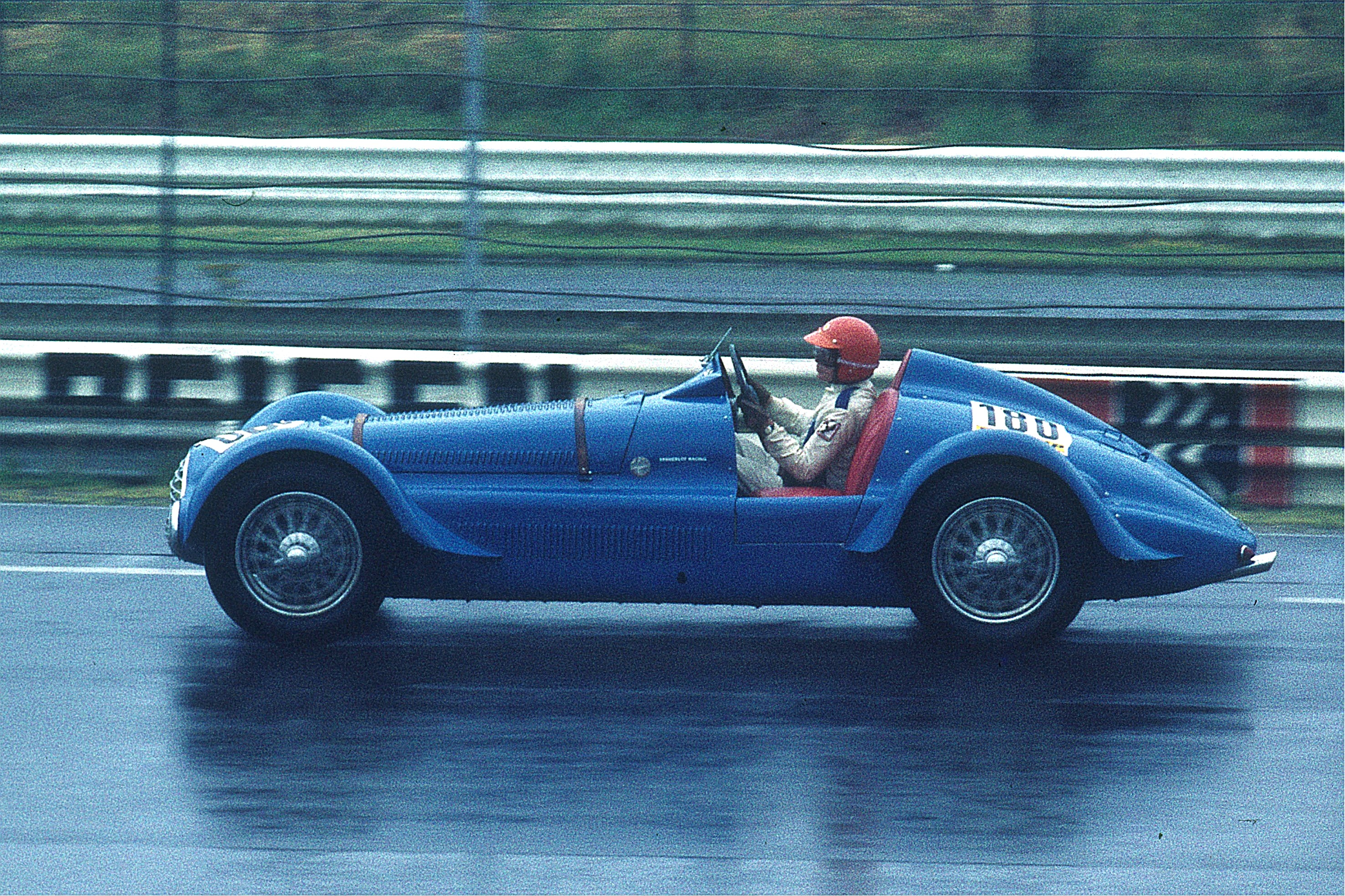
Delahaye 135 MS recarrozado tras la guerra
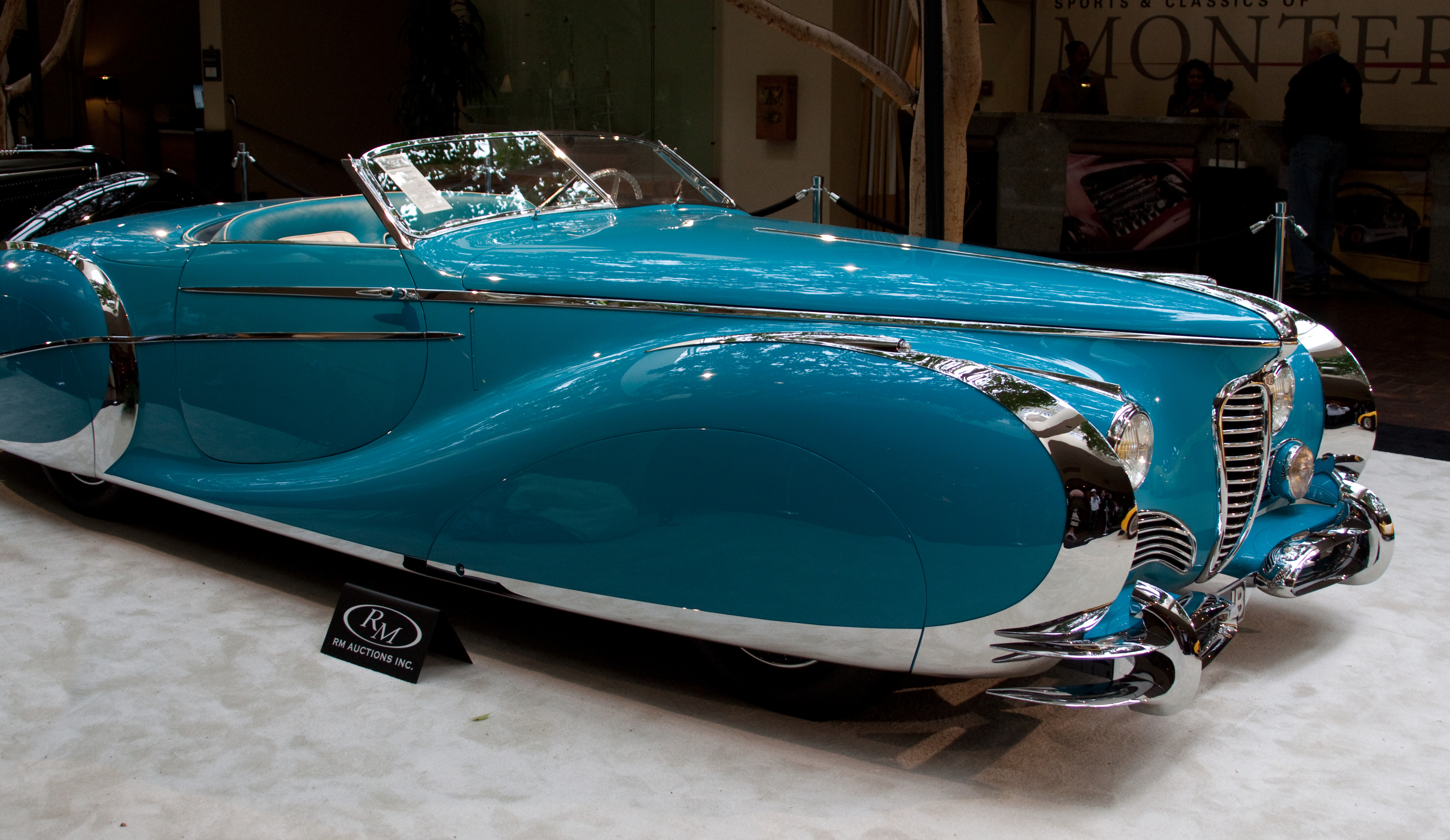
La Delahaye 175S Roadster, imaginado por Jacques Saoutchik (1949)

## Competición
Victorias y podios notables:

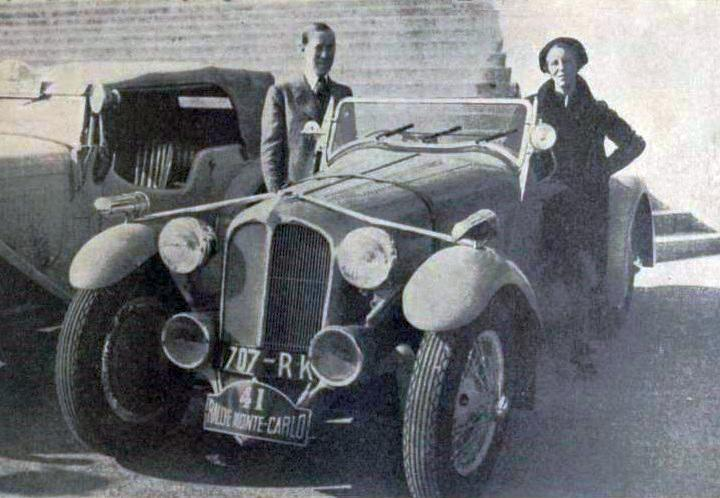
Laury y Lucy Schell, segundos en el rally de Montecarlo 1936, con un Delahaye 18CV

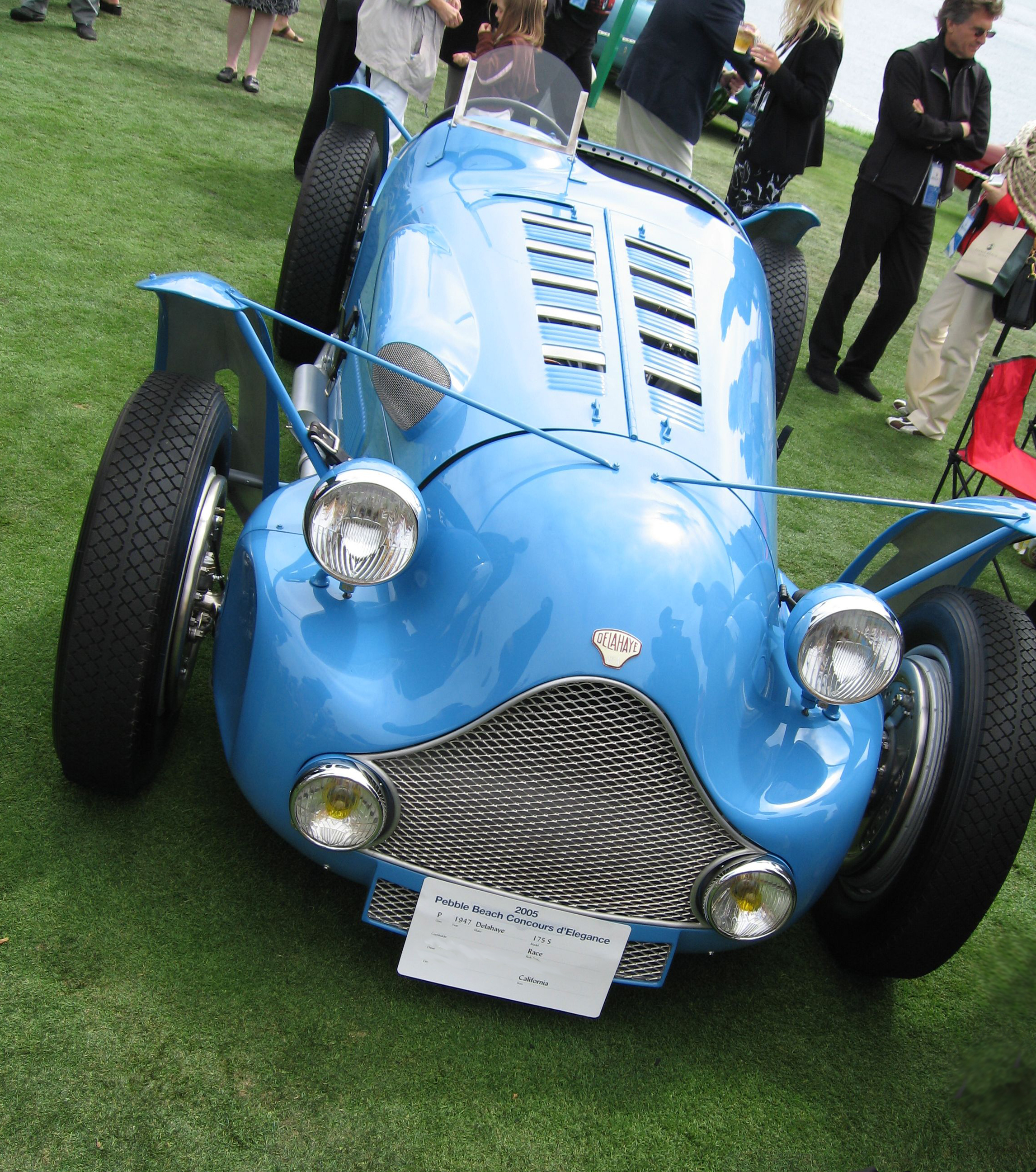
Delahaye 175CS (1947)

- Gran Premio de Argelia 1934 (Albert Perrot - Tipo 138, 18CV);
- Circuito de Orleans 1935 (Perrot - 18CV);
- Gran Premio del Marne 1935 (Perrot - 18CV);
- Gran Premio de Argelia 1935 (Georges Soulié, con triple pódium de la marca);

(Nota: la escudería de Lucy O'Reilly Schell consiguió otros resultados brillantes. Lucy obtuvo dos "Ladies Cup" en el "Critérium París-Niza" 1934 y 1935, y finalizó segunda en el rally de Montecarlo de 1936 con su esposo Harry)
- Victorias del Delahaye 135 entre 1936 y 1950 (véase Delahaye 135)
- Gran Premio de Pau 1938 (Dreyfus - Tipo 145 Grand Prix, y pole position, tercero Gianfranco Comotti);
- Gran Premio Internacional Cork 1938 (Dreyfus - Tipo 145 Gran Premio);
- Gran Premio A.C.F. de Cominges 1949 (Charles Pozzi - Tipo 175CS).

(Nota: también segundo del Grand Prix de las Fronteras de 1938 -Mazaud-, y cuarto del Gran Premio de Alemania de 1939 -Dreyfus-)
Récords mundiales:
- Los días 8 y 9 de mayo de 1934, en el autódromo de Linas-Montlhéry (con Perrot, Dhome y Armand Girod, a bordo del Tipo 138 de 18CV): 4000 millas,[6] 5000 millas y 48 horas (a un promedio de más de 176 km/h);
- 10 de mayo de 1934: 10000 km, a un promedio de 168,5 km/h;
- 8 al 10 de mayo de 1934: 11 récords internacionales en distintas clases de cilindrada.